# Fahrenzhausen
Fahrenzhausen er en kommune i i Landkreis Freising Regierungsbezirk Oberbayern i den tyske delstat Bayern.

## Geografi
Til den landligt prægede kommune hører følgende landsbyer og bebyggelser:Appercha, Bachenhausen, Bärnau, Bergfeld, Gesseltshausen, Großeisenbach, Großnöbach, Hörenzhausen, Jarzt, Kammerberg, Kleineisenbach, Kleinnöbach, Lauterbach, Unterbruck, Viehbach og Weng.